# گرفتگی عضلات پا
گرفتگی عضلات پا چنگه، تنجش (به انگلیسی: Charley horse) و احساس درد شدید و ناگهانی در عضلات پا است که می‌تواند از چند ثانیه تا حدود یک روز هم طول بکشد. این اصطلاح به کبودی در دست یا پا یا عضلات چهارسر جلویی ران یا کوفتگی استخوان ران که گاهی اوقات در یک هماتوم یا درد و ناراحتی چند هفته‌ای ایجاد می‌شود گفته نمی‌شود بلکه به این حالت‌های مذکور پای مرده گفته می‌شود.ماهیچه ‎های منقبض اغلب باعث تشکیل یک توده قابل مشاهده و سخت در زیر پوست می‎شوند و ممکن است علائمی مثل کمی قرمزی و تورم اطراف آن ایجاد شود.

## علایم
کمبود پتاسیم یکی از علتهای شایع این اسپاسم است.

## درمان
درمان به صورت ماساژ یا کشش پا، مچ پا یا زانو در خلاف جهت گرفتگی است.